# Esbern Snare
 For alternative betydninger, se Esbern Snare (flertydig). (Se også artikler, som begynder med Esbern Snare)
Esbern Snare (Hvide) blev født 1127 i Fjenneslev og døde 1204 på Sæbygård. Han var ældste søn af Asser Rig (Hvide) og dennes hustru, Inger Eriksdatter.

## Biografi
Esbern Snare var stormand og født ind i den magtfulde Hvideslægt, der i store dele af 1100- og 1200-tallet havde stor indflydelse på magten i Danmark. Sammen med sin bror Absalon og deres fætter Sune Ebbesen kæmpede han med Valdemar den Store i slaget på Grathe Hede i 1157. Slaget blev vundet af Valdemars hær, og det blev afslutningen på den langvarige borgerkrig 1146-57 om tronen. Som Valdemars nære allierede kom Esbern, Absalon og deres slægt herefter til at sidde tæt på magten. Og her sad de i næsten 100 år som kongernes nærmeste rådgivere, som hærførere og biskopper.
Esbern deltog i korstoget mod venderne på Rügen. De satte ild på vendernes hovedfæstning i Arkona, der først overgav sig efter en drabelig kamp. I helligdommen stod den mægtige træfigur, Svantevit, som blev væltet omkuld og hugget til pindebrænde, som danskerne brugte til madbålene. 
Han var gift med Helena Guttormsdatter (ca. 1170-1230), datter af Guttorm Austmannsson, jarl under kong Karl Sverkersson af Sverige. I sit ægteskab med Esbern Snare fik Helena datteren Ingeborg; som enke fik hun sønnen Knud Valdemarsen (1205-1260), som Valdemar Sejr var far til, og som senere blev hertug af Estland og Reval (Tallinn). Knud blev født samme år, som Valdemar Sejr giftede sig med dronning Dagmar.
Det norske skrift Historia de profectione Danorum in Hierosolymam beretter, at da kong Knud 6. i 1187 havde samlet rigets ledende stormænd til julegilde i Odense, indfandt der sig et paveligt sendebud, som meddelte, at Jerusalem var faldet i de vantros hænder og fremførte pave Gregor 8.s opfordring til deltagelse i et nyt korstog for at generobre Jerusalem fra muslimerne. Nyheden om Jerusalems fald var nået Rom i oktober 1187, og pave Urban 3. sagdes at have taget sin død deraf. Umiddelbart blev der sendt legater ud til alle i kristenheden med bøn om hjælp til generobring af den hellige stad. Rejsen fra Rom til den danske grænse tog normalt ni uger, så den danske konge må være en af de første, der blev kontaktet om et nyt korstog. 
Den 60-årige Esbern Snare rejste sig med en opfordring om at følge pavens appel, og 15 riddere med følge begav sig ud på den lange farefulde rejse. De nåede frem i 1192, da det 3. korstog allerede var afsluttet med en fredsaftale mellem Richard Løvehjerte og sultan Saladin.  De danske høvdinger, der havde bestemt sig at deltage, samledes og drog først til Tønsberg med nordmanden Ulf af Laufnes, der huskes fra Sverres saga og spiller en hovedrolle i den. Derpå besøgte de Bergen, hvor kong Sverre også befandt sig; der skildres et møde mellem ham og Sven, en dansk høvding og tidligere modstander. På vejen derfra skiltes Ulf fra de øvrige, der kom ud for en voldsom storm; men de genfandt hinanden ved den frisiske by Stavoren, og fortsatte rejsen til lands til Venedig og derfra til det hellige land, hvor de besøgte forskellige hellige steder før hjemrejsen over Konstantinopel. 
Måske var Esbern Snare leder for dette følge. Det kan forklare de særlige arkitektoniske træk ved den femtårnede Vor Frue Kirke, han lagde grunden til i Kalundborg, hvor korsformen antyder inspiration fra kristenhedens helligste tempel, kirken over Kristi Grav netop i Jerusalem. 
Esbern Snare anlagde omkring 1170 borgen Kalundborg. Omkring den voksede byen af samme navn. Desuden lagde han grunden til den femtårnede kirke, der blev rejst efter hans død, sandsynligvis af hans datter Ingeborg af Kalundborg. 
Esbern Snare har givet navn til flere af søværnets krigsskibe. Panserskonnerten Esbern Snare 1862-1923 og fregatten F341 Esbern Snare 1954-65. Senest til det fleksible støtteskib L17 Esbern Snare fra 2005, som i oktober 2020 skiftede typebetegnelse til fregat F342 Esbern Snare.

## Efterkommere
Esbern efterlod sig tre sønner og to døtre: Jens og Absalon, der begge døde barnløse, Niels Mule, Ingeborg og Cæcilia.
Ingeborg Esbernsdatter regerede i Kalundborg fra sin fars død i 1204 til hun blev fordrevet fra byen i 1262. Hun var gift med drost Peder Strangesen, der døde som korsfarer i 1241 i Ribe, undervejs til Det hellige land.  Under Valdemar den Store var han og Jacob Sunesen blandt Danmarks mest indflydelsesrige adelsmænd. Ved sit ægteskab med Ingeborg af Kalundborg kom han i besiddelse af den stærke borg, Kalundborg. Han er nok den "Peder af Kalundborg" som ifølge Femernlisten i kong Valdemars jordebog var forlenet med tolv bol på Femern, som fik navnet Petersdorf efter ham. 
Det var ustabile tider efter Valdemar Sejrs død i 1241, idet hver af hans tre sønner ønskede at sidde på tronen. Ingeborg af Kalundborg støttede den midterste bror, Abel, og senere hans sønner i kampen om at blive anerkendt som hertug af Slesvig. Dronning Margrethe Sambiria og hendes søn, Erik Klipping, gik til angreb på Erik Abelsøn i Slesvig. De tabte slaget på Lohede, hvor begge blev taget til fange; men Albrecht af Braunschweig angreb sydfra i 1262 og fik dronningen og kong Erik fri.  Ingeborg af Kalundborg opholdt til sin død i 1267 i Slesvig. 
Cæcilia Esbernsdatter var gift med Anders Grosen Ulfeldt på Tersløsegård, som senere slægterne Grubbe og Brahe og digteren Ludvig Holberg overtog.  Deres barn, Esbern Snares datterdatter Ingeborg, blev gift med Lave Litle, som knyttes til drabet på Erik Plovpenning på Slien i 1250.  Lave turde ikke at blive i Danmark efter kong Eriks død og flygtede til Kiel, hvor han døde efter et skænderi om et brætspil, hvorved han blev dolket ned og dræbt på stedet af sin staldbroder. 
Ingeborg og Litle efterlod sig en søn, Esbern Snares oldebarn Lave Lavesen Litle.

## Arvestriden med Sorø kloster
Det var kun tilladt at testamentere halvdelen af sine ejendele til andre end familien. Da biskop Absalon ved sin død i 1201 ikke efterlod sig børn, kunne han forære halvdelen af sin arv bort; den anden halvdel skulle tilfalde hans arvinger. Men Esbern Snare fik, foruden noget løsøre, kun fædrenegården i Fjenneslevlille efter sin bror, mens resten af ættens jord gik til Sorø kloster, der allerede var meget rigt. Da Esbern Snare døde, bestred hans sønner afgørelsen, fordi den var ulovlig. De udbetalte ikke noget. Da Esbern Snares næstældste søn Johannes, Valdemar Sejrs marsk, lå for døden i Lübeck i 1213, blev han alligevel betænkt og tilkaldte abbeden ved Sorø kloster, som han gav skøde på Stenmagle gård og by; men det nægtede hans bror, Absalon Fed, dog at respektere. Munkene var ude af stand til at sætte magt bag kravet; men da Absalon Fed 18 år senere selv lå på det sidste, blev abbeden igen tilkaldt for at få Stenmagle foræret. Familien modsatte sig fortsat gaven og beholdt den gennem flere slægtsled. Først 5. december 1293 tilfaldt Stenmagle klosteret, efter at Erik Menved havde inddraget det fra Lave Litle, en af de formodede kongemordere.